# Hydroglyphus incisus
Hydroglyphus incisus är en skalbaggsart som beskrevs av Olof Biström 1986. Hydroglyphus incisus ingår i släktet Hydroglyphus och familjen dykare. Inga underarter finns listade i Catalogue of Life.